# 鄭逢陽
鄭逢陽（1514年—？），字道亨，順天府固安縣人，民籍，明朝政治人物。

## 生平
嘉靖十九年（1540年）庚子科順天府鄉試第一百三十二名舉人。嘉靖二十九年（1550年）中式庚戌科會試第三十六名，登第三甲第一百七十六名進士。

## 家族
曾祖鄭嗣恭；祖父鄭純；父鄭恕，母龐氏。慈侍下。弟鄭逢時（贡士）。